# Beach-Head
Beach-Head es un videojuego desarrollado y publicado en 1983 por Access Software para las computadoras domésticas Commodore 64 y Atari de 8 bits. En 1984, US Gold publicó en Europa las versiones para Commodore 16, ZX Spectrum, BBC Micro y Acorn Electron (además de las versiones de Atari y Commodore 64), seguidas por una versión para Amstrad CPC en 1985.
El juego consta de varios escenarios en los que el jugador para ganar la partida debe controlar una serie de vehículos, como barcos de guerra y tanques, con el fin de derrotar una flota enemiga, abrirse paso a través de las defensas enemigas en la playa y destruir un enorme emplazamiento de armas.
Una secuela, Beach Head II: The Dictator Strikes Back, fue publicada en 1985.